# Jabłonka (województwo opolskie)
Jabłonka (dawniej Klemsztyn, cz. Klemštyn, Klemštin, niem. Klemstein) – wieś w Polsce położona w województwie opolskim, w powiecie głubczyckim, w gminie Branice.
Leży na terenie Nadleśnictwa Prudnik (obręb Prudnik).

## Historia
Historycznie miejscowość leży na tzw. polskich Morawach, czyli na obszarze dawnej diecezji ołomunieckiej. Powstała w XVIII wieku jako osiedle robotników folwarku mierzącego 310 ha należącego do Nasiedla. W 1792 folwark został rozparcelowany przez hr. Józefa Siedlnickiego, po czym liczba mieszkańców stopniowo powiększyła się do 297 w 1890 roku.
Miejscowość stanowiła jednowioskową polską wyspę językową w otoczeniu morawskich (przede wszystkim siedziby parafii Nasiedla) i niemieckich wsi. W 1910 90% mieszkańców posługiwało się polskim dialektem śląskim a 8% czeskimi gwarami laskimi. W granicach Polski od końca II wojny światowej. Po drugiej wojnie światowej Morawców uznano za ludność polską i pozwolono im pozostać. Po 1956 nastąpiła fala emigracji do Niemiec.
W latach 1975–1998 miejscowość administracyjnie należała do ówczesnego województwa opolskiego.